# 六枝站
六枝站是位于贵州省六盘水市六枝特区平寨镇交通北路的一个铁路车站，邮政编码553401。车站建于1964年，有沪昆铁路经过该站，现办理客货运业务，车站及其上下行区间均已电气化。车站距离贵阳站153公里，隶属成都铁路局六盘水车务段，是三等站。

## 车站结构

### 站线布置
| 侧式站台 |        |
| 1站台    | 到发线 |
| 机走线   |        |
| 2站台    | 到发线 |
| 岛式站台 |        |
| 3站台    | 到发线 |
| 到发线   |        |
| 到发线   |        |
| 到发线   |        |
| 到发线   |        |